# ミリオンズ
『ミリオンズ』（Millions）は2004年のイギリスのドラマ映画。2004年9月に行なわれた第29回トロント国際映画祭で初上映された。

## あらすじ
母親を亡くした7歳のダミアンと10歳のアンソニーの兄弟は、父親のロニーと共にマンチェスターの郊外に引っ越してきた。そんなある日、ダミアンは自宅から少し離れた線路近くの空き地の秘密基地の中にいた所、22万ポンドの入ったバッグがどこからか飛んでくる。“このお金は神様からの贈り物”だと考えたダミアンはアンソニーを呼んで2人でバッグを持って帰り、父親には言わずに兄のベッドの下に隠す。その頃この国では12日後にポンドからユーロに切り替わることになっていて、それまでに使わなければ無駄になるためアンソニーは好きなものを買いまくる。一方信心深いダミアンは貧しい人々に分け与えようと考え、秘密基地のそばで出会った少々怪しげな男にもいくらかのお金を施す。
数日後、チャリティワーカーのドロシーが学校に来て校長立ち会いのもと生徒たちに募金を呼びかけ、ダミアンは1,000ポンドも募金をしてしまう。それを目撃したアンソニーは、「あのバッグの大金は、窃盗集団が受け渡しに失敗した金だ」とダミアンに真実を打ち明け、“神様がくれた”と思っていた弟は戸惑う。その後校長にロニーが呼び出され、「ママが死んで悲しくてつい出来心で近くの住人から1,000ポンドだけ盗んだ」ことにして兄弟で謝罪するが大金のことは隠し通す。数日後、ダミアンとアンソニーが帰宅するとロニーと親しくなったドロシーが会話しており、翌日アンソニーが参加する劇を見に2人で学校に来ることを知る。
翌日大金が心配になったアンソニーは通学カバンに入れ替えて登校し、兄が劇に出演する間大金を預かるダミアンだったが、以前見た男・窃盗犯と再会してしまう。何とか男から逃げるダミアンだったが家族とドロシーで帰宅すると部屋が荒らされており、その後訪れた警察官の話から大金のことが父とドロシーにバレてしまう。警官が去った後ロニーが大金を自分たちの物にすると言い出し、それに否定的なダミアンは自室で父に説得され翌日皆で大金を両替しに行くことに。1人になりダミアンが眠ろうとした所、天井裏に隠れて話を聞いていた窃盗犯が現れ、「あの金は俺の物。両替後帰宅したら盗みに行くからケータイで知らせろ」と脅される。
翌日、ユーロ通貨換金の期限日を迎え、どの銀行も市民で混み合う中ダミアン家族とドロシーの4人は二手に分かれて何とか大金の両替を済ませる。4人で帰宅してパーティを開くが、ダミアンは疑心暗鬼になった兄と2人きりになり「ドロシーが大金を狙っている。お前が募金騒動を起こしたせいだ」と言われてしまう。その後ダミアンは寝室に行ってケータイで窃盗犯と話すと、10分後に大金を持って玄関で待つよう指示される。しかしダミアンは大金が家族を変えてしまったと悲観し、とっさに大量の紙幣が入ったカバンを持って自宅を出て、近くの線路で紙幣を燃やそうとする。

## 登場人物
ダミアン
キリスト教の聖人のことが大好きな少年。時々自身にだけ見える、聖ペテロやアッシジのクララなどの有名な聖人たちに日々の疑問を尋ねたり悩みを相談するなどしている。尊敬する人として聖ロクスを挙げ、他にも聖人たちの生没年や逸話を暗記している。純真無垢だが年齢が幼いこともありかなりのお人好しな性格。大金を持った後貧しい人に会うと施しをしたい欲求にかられる。自宅そばの空き地に秘密基地を作り時々そこで過ごすようになる。
アンソニー
ダミアンの兄。金にがめつくずる賢い性格で、母が死んだことをダシにスーパーの店員に商品をタダにしてもらったりピンチから抜け出すことに利用している。ダミアンとは仲は良いがいつも兄貴風を吹かして色々と指図している。生前母が銀行員だった影響なのか、子供ながらにお金や不動産に関する専門知識を持っている。大金を持った後ダミアンに無駄遣いをしないように言っているが、自身の利益になることには金をポンと出す。
ロニー
ダミアンとアンソニーの父。仕事はビルのメンテナンス。妻を亡くして間もない状態でシングルファザーとして2人の子供を育てる。子煩悩な性格で慣れないながらも子どもたちのために料理などもしている。ある日息子たちのことで学校に呼び出され、その時出会ったドロシーと親しくなる。
ドロシー
チャリティワーカーの女性。小学校を周って、あと数日でポンド通貨がユーロ通貨に切り替わることを説明しながら子どもたちに募金を呼びかける。募金収集ロボットが故障したためロニーに直してもらい、父子と関わるようになる。
窃盗犯
窃盗集団の一味。盗んだ金をカバンに入れた仲間が電車で逃げる途中、自身は線路際に投げられたカバンを受け取る役目を担当。しかし失敗したため後日カバンのありかを知っていそうなダミアンを見つけて接触を図る。

## キャスト
- ダミアン - アレックス・エテル（日本語吹替：海鋒拓也）
- アンソニー - ルイス・オーウェン・マクギボン（日本語吹替：村上想太）
- ロニー - ジェームズ・ネスビット（日本語吹替：斎藤志郎）
- ドロシー - デイジー・ドノヴァン（英語版）（日本語吹替：加藤忍）